# Seznam náměstí v Lounech
Toto je seznam náměstí v Lounech.
| Název náměstí              | GPS                              | Popis | Poznámka | Fotografie                                                                   |
| -------------------------- | -------------------------------- | --- | -------- | ---------------------------------------------------------------------------- |
| Komenského náměstí         | 50°21′23″ s. š., 13°48′9″ v. d.  | |          | Pohled na budovu Komerční banky, která leží na Komenského náměstí            |
| Mírové náměstí             | 50°21′26″ s. š., 13°47′49″ v. d. | Na náměstí se nachází pomník Mistra Jana Husa a Marianský sloup |          | Mírové náměstí a pomník mistra Jana Husa                                     |
| Náměstí Benedikta Rejta    | 50°21′30″ s. š., 13°47′14″ v. d. | Na náměstí za kostelem sv. Petra se nachází socha Benedikta Rejta |          |                                                                              |
| náměstí Kapitána Nálepky   | 50°21′34″ s. š., 13°47′ v. d.    | |          |                                                                              |
| Náměstí Konstantina Biebla | 50°21′18″ s. š., 13°48′34″ v. d. | |          |                                                                              |
| Náměstí Petra Obrovce      | 50°21′29″ s. š., 13°47′31″ v. d. | |          |                                                                              |
| náměstí Rudé Armády        | 50°21′20″ s. š., 13°47′45″ v. d. | Na náměstí se nachází pomník Rudé Armádě |          | Pomník Rudé Armádě                                                           |
| Náměstí Zschopau           | 50°21′23″ s. š., 13°47′19″ v. d. | |          |                                                                              |
| Suzdalské náměstí          | 50°21′26″ s. š., 13°47′31″ v. d. | Na náměstí se dříve nacházela fontána přes kterou vedl most. V jedné části fontány se nacházela plastika Oktíbolz. Před několika lety byla fontána zasypána zeminou a osazena rostlinami. Plastika byla zachována a stojí na samém místě kde stála, akorát bez fontány. |          | Plastika Oktíbolz s fontánou, která byla před několika lety zasypána zeminou |
| Svatopetrské náměstí       | 50°21′32″ s. š., 13°47′20″ v. d. | Poblíž koupaliště a kostela sv.Petra |          |                                                                              |
| Tyršovo náměstí            | 50°21′13″ s. š., 13°47′56″ v. d. | |          |                                                                              |
| Zelené náměstí             | 50°21′8″ s. š., 13°49′4″ v. d.   | Nově vybudované náměstí na Zahradním městě. Uprostřed náměstí je fontána a okolo ní jsou květináče a lavičky. |          |                                                                              |